# 安全衛生特別教育規程
安全衛生特別教育規程（あんぜんえいせいとくべつきょういくきてい、昭和47年9月30日労働省告示第92号）は、特別教育についての基準を定めた厚生労働省告示である。
労働安全衛生規則に基づき定められたものである。
本告示は次のような内容になっている。
- 研削といしの取替え等の業務に係る特別教育
- 自由研削用といしの取替え等の業務に係る特別教育
- 動力プレスの金型等の取付け、取外し又は調整の業務に係る特別教育
- アーク溶接等の業務に係る特別教育
- 電気取扱業務に係る特別教育
- 低圧の充電電路の敷設等の業務に係る特別教育
- フォークリフトの運転の業務に係る特別教育
- ショベルローダー等の運転の業務に係る特別教育
- 不整地運搬車の運転の業務に係る特別教育
- 揚貨装置の運転の業務に係る特別教育
- 機械集材装置の運転の業務に係る特別教育
- 伐木等の業務に係る特別教育
- 小型車両系建設機械（整地・運搬・積込み用及び掘削用）の運転の業務に係る特別教育
- 小型車両系建設機械（基礎工事用）の運転の業務に係る特別教育
- 基礎工事用建設機械の運転の業務に係る特別教育
- 車両系建設機械（基礎工事用）の作業装置の操作の業務に係る特別教育
- ローラーの運転の業務に係る特別教育
- 車両系建設機械（コンクリート打設用）の作業装置の操作の業務に係る特別教育
- ボーリングマシンの運転の業務に係る特別教育
- ジャッキ式つり上げ機械の調整又は運転の業務に係る特別教育
- 高所作業車の運転の業務に係る特別教育
- 巻上げ機の運転の業務に係る特別教育
- 軌道装置の動力車の運転の業務に係る特別教育
- 特殊化学設備の取扱い、整備及び修理の業務に係る特別教育
- ずい道等の掘削、覆工等の業務に係る特別教育
- 産業用ロボツトの教示等の業務に係る特別教育
- 産業用ロボツトの検査等の業務に係る特別教育
- タイヤの空気充てんの業務に係る特別教育
- 廃棄物の焼却施設に関する業務に係る特別教育